# Евдокимово (Ленинградская область)
Евдокимово — деревня в Коськовском сельском поселении Тихвинского района Ленинградской области.

## История
Деревня Евдокимова упоминается на «Специальной карте западной части России» Ф. Ф. Шуберта 1844 года.

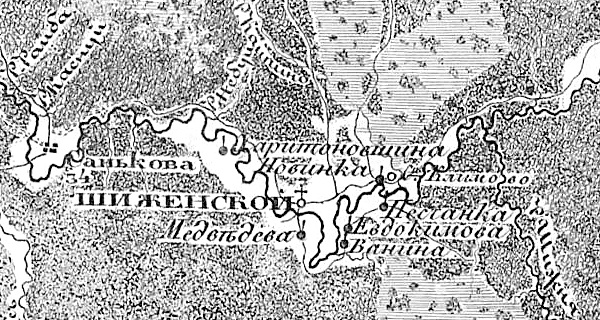
Деревня Евдокимово на карте 1847 года

На семитопографической карте Новгородской губернии 1847 года также упоминается как деревня Евдокимова.

ЕВДОКИМОВО — деревня Новинского общества, прихода Шиженского погоста. Река Шижна. 

Крестьянских дворов — 5. Строений — 10, в том числе жилых — 6. 

Число жителей по семейным спискам 1879 г.: 16 м. п., 15 ж. п.; по приходским сведениям 1879 г.: 15 м. п., 18 ж. п.

В конце XIX — начале XX века деревня административно относилась к Саньковской волости 1-го земского участка 2-го стана Тихвинского уезда Новгородской губернии.

ЕВДОКИМОВО — деревня Новинского общества, дворов — 7, жилых домов — 8, число жителей: 25 м. п., 19 ж. п. 

Занятия жителей — земледелие, лесные промыслы. Река Шижна. Мелочная лавка. (1910 год)

Согласно карте Ленинградской области Северо-западного аэрогеодезического треста ГГУ издания 1932 года деревня насчитывала 7 крестьянских дворов.
По данным 1933 года деревня Евдокимово входила в состав Шиженского сельсовета.
По данным 1966, 1973 и 1990 годов деревня Евдокимово также входила в состав Шиженского сельсовета.
В 1997 году в деревне Евдокимово Шиженской волости проживали 4 человека, в 2002 году — 2 человека (все русские).
В 2007 году в деревне Евдокимово Коськовского СП проживали 2 человека, в 2010 году — постоянного населения не было.

## География
Деревня расположена в северо-западной части района к югу от автодороги 41К-886 (Коськово — Исаково).
Расстояние до административного центра поселения — 14 км.
Расстояние до ближайшей железнодорожной станции Тихвин — 65 км.
Деревня находится на левом берегу реки Шижня.

## Демография
| 2007 | 2010 | 2017 |
| ---- | ---- | ---- |
| 2    | ↘0   | ↗1   |

### Национальный состав
Согласно данным Всероссийской переписи населения 2021 года в деревне проживали 3 человека, все русские.